# Euphorbia dasyacantha
Euphorbia dasyacantha es una especie fanerógama perteneciente a la familia de las euforbiáceas. Es originaria del Cuerno de África donde se distribuye por Somalia.

## Descripción
Es una planta suculenta enana perennifolia, con tallos semi-postrados, que alcanza un tamaño de 20 cm de largo, con las ramas por encima de la base, ramas extendidas, cilíndricas, de 1-1.5 cm de grosor, la parte basal de la planta hasta 10 cm, fuertemente congestionado con pequeños tubérculos a 10 a 12 mm de distancia en serie longitudinal.

## Ecología
Se encuentra en las empinadas laderas rocosas de piedra caliza con matorral de Commiphora muy escaso; a una altitud de ± 400 metros.
Es cultivado. Está muy carcana a Euphorbia inaequispina.

## Taxonomía
Euphorbia dasyacantha fue descrita por Susan Carter Holmes y publicado en Nordic Journal of Botany 12(4): 419. 1992.
Etimología
Euphorbia: nombre genérico que deriva del médico griego del rey Juba II de Mauritania (52 a 50 a. C. - 23), Euphorbus, en su honor – o en alusión a su gran vientre –  ya que usaba médicamente Euphorbia resinifera. En 1753 Carlos Linneo asignó el nombre a todo el género.
dasyacantha: epíteto latino que significa "con densas espinas".